# 朱勛澄
辽山恭靖王朱勋澄（16世纪—1575年），明朝辽山端和王朱诠钺的庶长子。

## 生平
正德十三年（1518年），朱诠钺去世。嘉靖十年（1531年）十一月，明世宗遣隆平侯張瑋等為正使，太僕寺卿何棟等為副使，持節冊封朱勛澄為遼山王。嘉靖十四年（1535年）十二月，世宗遣張瑋等為正使，翰林院檢討李本等為副使，持節冊封東城兵馬副指揮花會的女兒為遼山王妃。
万历三年（1575年），朱勋澄去世。万历六年（1578年）四月，其嫡長子朱胤杞受册袭封辽山王。